# 硅沼

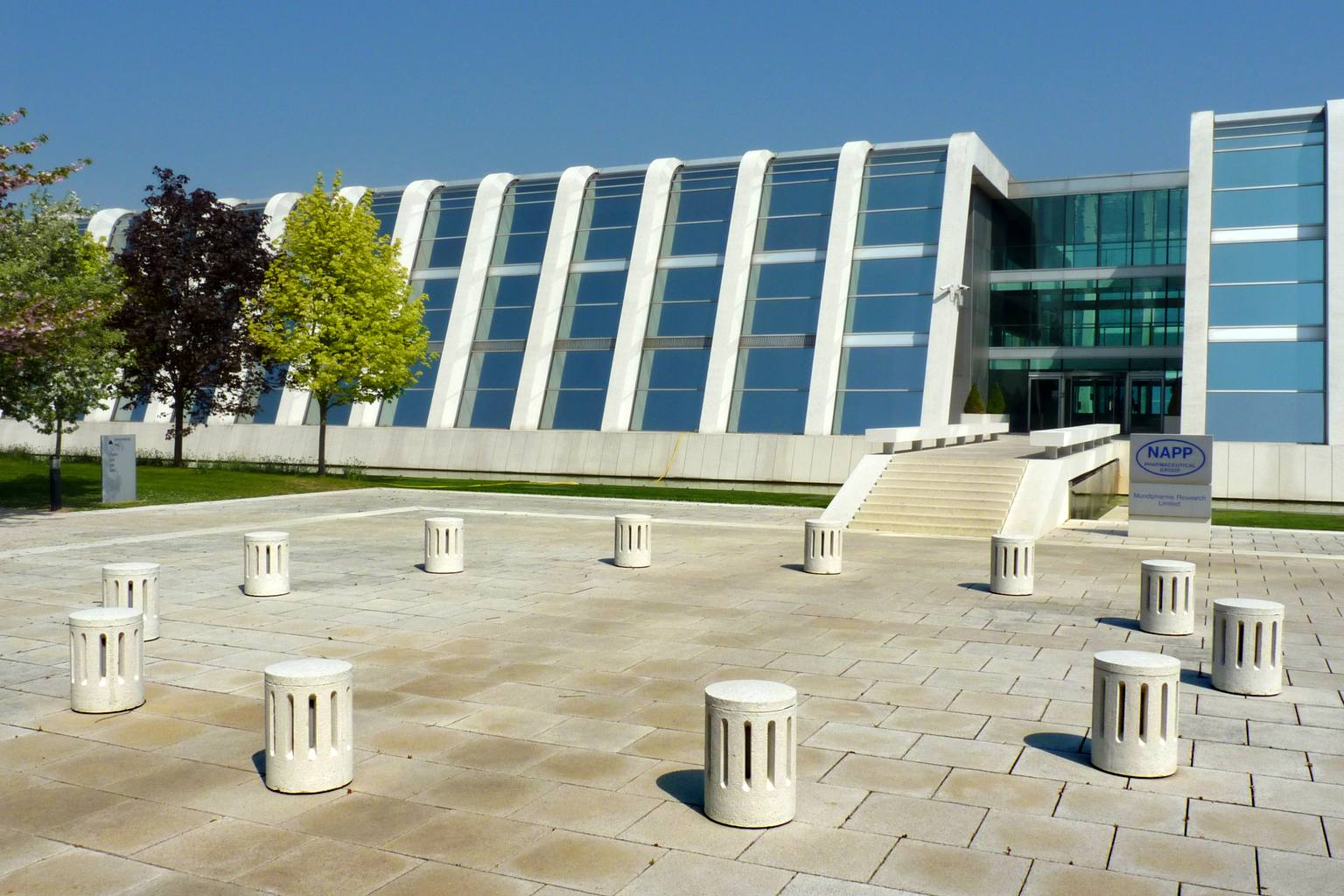
剑桥科学中心

硅沼（英語：Silicon Fen）或剑桥集聚区（英語：Cambridge Cluster）是英国英格兰剑桥周边一个大型高新技术聚集区，主要涉及软件、电子和生物技术，知名企业包括安谋控股和阿斯利康。该地名称仿照美国硅谷。早期企业有辛克莱研究公司和艾康电脑。